# Niclaes Jonghelinck
Niclaes (ou Nicolaes) Jonghelinck (circa 1517 - 1570) est un riche percepteur, banquier et collectionneur d'œuvres d'art d'Anvers, dans les Pays-Bas espagnols. Il est connu en tant que mécène et collectionneur des œuvres de Pieter Bruegel l'Ancien et de Frans Floris.
Petit-fils de Thomas Grammaye, administrateur de la Monnaie des Pays-Bas méridionaux, il est le frère du sculpteur et médailleur Jacques Jonghelinck (1530-1606) ,.

## La collection Jonghelinck

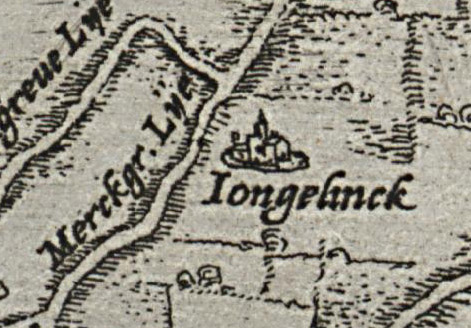
Carte datant de 1582 nommant l'emplacement de la propriété - Iongelinck

Dans les archives d'Anvers, un acte de cautionnement de Jonghelinck, daté du 15 février 1566 et déclarant 16 000 florins, mentionne pour son ami Daniel de Bruyne : « seize tableaux de Bruegel, dont La Tour de Babel, un tableau portant le titre de Christ portant la Croix, Les Douze mois de l'année et tous les autres, quels qu'ils soient ». Jonghelinck a sans doute commandé ces toiles pour sa propriété de campagne fortifiée située dans les environs d'Anvers, conçue par son frère Jacques en 1547, qui la lui avait vendue en 1554. Une carte datant de 1582 indique l'emplacement de la construction, qui, du reste, fut détruite lors du siège d'Anvers en 1584.

### Œuvres de Pieter Bruegel l'Ancien
Nicolaes Jonghelinck fut le premier propriétaire en 1566 de plusieurs des tableaux qui ont survécu et appartiennent à la collection impériale autrichienne et se trouvent aujourd'hui au Kunsthistorisches Museum à Vienne ; les registres indiquent en effet son nom pour la provenance.

#### Le cycle des saisons
Bien qu'on sache que Jonghelinck possédait seize tableaux de Bruegel au moment de sa mort, la liste exacte n'est pas connue et les historiens de l'art ont supposé pendant de nombreuses années que cette collection comprenait soit quatre panneaux correspondant aux quatre saisons, soit douze panneaux pour les douze mois. On présume maintenant que le cycle des saisons comportait six paires bimensuelles, dont une est aujourd'hui manquante. Ces tableaux qui continuent une tradition ancienne de peindre des images cycliques des travaux agricoles et des mois ont été accrochés par Jonghelinck dans sa propriété et peuvent donc avoir simplement été commandés pour servir de décor mural.
Les œuvres subsistantes du cycle annuel sont : La Journée sombre (février/mars), La Fenaison (juin/juillet), La Moisson (août/septembre), La Rentrée des troupeaux (octobre/novembre), Chasseurs dans la neige (décembre/janvier).

#### La Tour de Babel
La Tour de Babel de Bruegel est l'une des nombreuses peintures de Jonghelinck entrées dans la collection de la ville d'Anvers et qui ont ensuite trouvé place dans la collection impériale autrichienne de Vienne par l'intermédiaire de l'Archiduc Léopold Wilhelm d'Autriche. Une version plus petite, de la main de Bruegel, se trouve à Rotterdam, elle est datée de la même période, ce qui indique la popularité du sujet à l'époque de Jonghelinck,.

#### Le Portement de Croix
En ce qui concerne Le Portement de Croix, Michael Francis Gibson a rédigé un ouvrage d'histoire de l'art intitulé Le Moulin de la croix, qui a servi d'inspiration pour le film Bruegel, le Moulin et la Croix, réalisé par Lech Majewski en 2011. Le film situe les personnages de la peinture et les circonstances de sa création dans leur contexte historique, en Flandre au XVIe siècle. Rutger Hauer interprète Bruegel et Michael York, Jonghelinck.

### Œuvres de Frans Floris
L'autre artiste de la collection de Jonghelinck était Frans Floris, qui a réalisé dix panneaux des Travaux d'Hercule (aujourd'hui perdus et connus uniquement par des gravures postérieures). Floris composa aussi sept compositions sur les arts libéraux pour Jonghelinck, qui furent ensuite exportées à Gênes,.